# 크리스 로웰
크리스 로웰(영어: Chris Lowell, 1984년 10월 17일 ~ )은 미국의 배우이다.

## 출연 작품
- 컴플리트 언노운 (2016)
- 헬로 케이티 (2016)
- 베로니카 마스 (2014)
- 비사이드 스틸 워터스 (2013)
- 인리스티드 (2013)
- 브라이티스트 스타 (2013)
- 사랑과 전쟁 (2013)
- 헬프 (2011)
- 인 디 에어 (2009)
- 유 아 히어 (2007)
- 프라이빗 프랙티스 (2007)
- 라이프 애즈 위 노 잇 (2004)
- 베로니카 마스 (2004)